# 马塞杜-迪卡瓦莱鲁什 (葡萄牙堂区)
马塞杜-迪卡瓦莱鲁什是葡萄牙布拉干萨区的一个堂区。总面积15.34平方公里，总人口6087人，人口密度396.8人/平方公里。